# Xã Woodrow, Quận Beltrami, Minnesota
Xã Woodrow (tiếng Anh: Woodrow Township) là một xã thuộc quận Beltrami, tiểu bang Minnesota, Hoa Kỳ. Năm 2010, dân số của xã này là 73 người.